# Elmo Zumwalt
Elmo Russell "Bud" Zumwalt, Jr. (29. november 1920 – 2. januar 2000) var en amerikansk 4-stjernet admiral i United States Navy. 

## Historie
Han var den yngste mand til at tjene som Chief of Naval Operations. Som admiral og senere 19. Chief of Naval Operations, spillede Zumwalt en stor rolle i amerikansk militær historie, især under Vietnamkrigen. Som dekoreret krigsveteran reformerede Zumwalt US Navys personalepolitik i et forsøg på at forbedre livet som sømand og blandt andet forhindre racemæssige spændinger. Da han trak sig tilbage efter 32 år tjeneste i flåden, lancerede han en mislykket kampagne for at blive valgt til Det amerikanske senat for det Demokratiske parti.

### Død
Zumwalt døde af lungekræft den 2. januar 2000 på Duke University Hospital. Begravelsesceremonien blev afholdt 10. januar i Naval Academy Chapel i Annapolis, Maryland, og han blev begravet på den tilhørende United States Naval Academy Cemetery.

## Andet
US Navy har opkaldt Zumwalt-klassen efter Elmo Zumwalt. Den består af tre destroyere, hvor af den første, USS Zumwalt (DDG 1000), også er navngivet efter ham. 